# Myrosinase
La myrosinase (ou thioglucoside glucohydrolase) est une enzyme impliquée dans les mécanismes de défense de certaines plantes (telles que les crucifères) face aux herbivores et dont la structure a été décrite.

## L'activité de la myrosinase
La myrosinase est considérée comme une enzyme de défense capable d'hydrolyser le glucosinolate, pro-drogue produite par la plante en divers produits, certains étant toxiques.
En présence d'eau, la myrosinase clive le groupement glucose du glucosinolate. La molécule restante est alors rapidement transformée en une thiocyanate, une isothiocyanate ou un nitrile.
Une cuisson au micro-onde de 2 minutes ou 30 minutes à 70 °C met fin à l'activité de cette enzyme.